# Исаия (Ковалёв)
Епископ Исаия (в миру Владимир Димитриевич Ковалёв; 1882, Углич — 21 октября 1960, Ярославль) — епископ Русской православной церкви, епископ Угличский, викарий Ярославской епархии.

## Биография
В 1903 году окончил Рыбинское речное училище. С 1903 по 1946 год трудился на речном транспорте.
9 июня 1946 года архиепископом Рязанским Димитрием (Градусовым) рукоположён во диакона к Вознесенскому храму города Спасска Рязанской области. 10 июня 1946 года пострижен в монашество. 1 февраля 1947 года рукоположён во иеромонаха.
Впоследствии возникла легенда, которую протоиерей Павел Красноцветов изложил так: «Он был из речных капитанов, водил теплоход, плавал по Волге много лет. На этом теплоходе в 1946 году Святейший Патриарх Алексий впервые прошёл по Волге из Москвы до Астрахани. Святейший разговорился с капитаном, и тот пригласил его к себе в каюту. Когда Святейший зашёл, то поразился: вся каюта была увешана иконами. Капитан был православным, верующим. При прощании Святейший пригласил капитана в гости: „Будете в Москве — приходите ко мне. На Чистый, пять“. Капитан приехал в Москву. Святейший предложил ему монашество, потому что капитан так и не женился, был воздержанный». (В действительности путешествие патриарха по Волге состоялось в 1949 году).
При переводе архиепископа Димитрия в Ярославль последовал за ним и был назначен в клир Феодоровского кафедрального собора Ярославля. В декабре 1947 года награждён наперсным крестом.
В 1949 году возведён в сан игумена, а в 1951 году — сан архимандрита.
С января 1951 года — эконом и казначей Ярославского архиерейского дома.
С 13 июня 1952 года — настоятель Феодоровского кафедрального собора Ярославля.
11 ноября 1954 года определён епископом Угличским, викарием Ярославской епархии. Тогда же назначен временным управляющим Ярославской епархией.
28 ноября 1954 года в Богоявленском Патриаршем соборе состоялась его хиротония, которую совершали: Патриарх Московский и всея Руси Алексий I, митрополит Крутицкий и Коломенский Николай (Ярушевич), Экзарх Украины митрополит Киевский и Галицкий Иоанн (Соколов), архиепископ Алеутский и Северо-Американский Борис (Вик), епископ Куйбышевский и Сызранский Иероним (Захаров) и епископ Псковский и Порховский Иоанн (Разумов).
По словам протоиерея Николая Дятлова: «Патриарх Алексий I много ходатайствовал, чтобы его утвердили на Ярославскую кафедру, но уполномоченный по делам религий Аборыков всячески этому препятствовал».
Скончался 21 октября 1960 года в Ярославле и был похоронен на Донском кладбище Ярославля.
14 декабря 2020 года был перезахоронен на архиерейском некрополе возле Феодоровского собора г. Ярославля. 

## Публикации
- Юбилейные торжества в Ярославской епархии [250-летие со дня преставления святителя Димитрия Ростовского] // Журнал Московской Патриархии. 1959. — № 12. — С. 9-10.